# Ralph Peters (Autor)
Ralph Peters (* 19. April 1952 in Pottsville, Pennsylvania) ist ein US-amerikanischer pensionierter Oberstleutnant der Armee der Vereinigten Staaten, Militärschriftsteller, -theoretiker und -analyst sowie Kolumnist. Sein Pseudonym als Autor war Owen Parry.

## Leben
Peters hat walisische und deutsche Wurzeln. Er wuchs in Schuylkill County, Pennsylvania auf und studierte an der dortigen State University. 1976 trat er in die US Army ein. Peters wurde 1980 zum Leutnant befördert. Er wurde dann verschieden verwendet u. a. als Geheimdienstanalyst für die 1st Armored Division / United States Army Intelligence in mehreren Staaten Südamerikas. Er absolvierte das Command and General Staff College in Fort Leavenworth, Kansas und wurde 1999 als Oberstleutnant pensioniert. 1988 erwarb er einen Master in Internationale Beziehungen von der St. Mary’s University; außerdem lernte er Deutsch und Russisch.
Seit den 1980er Jahren ist er schriftstellerisch tätig und wurde wiederholt ausgezeichnet. Er ist Autor zahlreicher Bücher (u. a. zum Amerikanischen Bürgerkrieg) und verfasste Fachaufsätze für Militärzeitschriften. Außerdem schrieb er Kolumnen für überregionale Zeitungen und Zeitschriften u. a. New York Post, The Wall Street Journal, The Washington Post, USA Today, Newsweek und Harper’s Magazine.
Peters hat gelegentlich Nordkorea mit dem deutschen nationalsozialistischen Regime verglichen und einen Erstschlag mit Atomwaffen gegen das Kim-Regime vorgeschlagen.
Eine enge Zusammenarbeit bestand nahezu vier Jahrzehnte mit dem Fox News Channel, wo er als Militäranalyst tätig war. Im März 2018 kündigte Peters seine Arbeit als Kommentator für Fox News und beschrieb in einer Mail an Mitarbeiter Fox News als „propaganda machine for a destructive and ethically ruinous administration“.
Peters ist seit 1994 verheiratet und lebt in Washington, D.C.

## Auszeichnungen
- 2000: Herodotus Award für Faded Coat of Blue
- 2003: Hammett Prize für Honor's Kingdom
- 2013: W.Y. Boyd Literary Award for Excellence in Military Fiction für Cain at Gettysburg
- 2014: W.Y. Boyd Literary Award for Excellence in Military Fiction für Hell or Richmond
- 2016: W.Y. Boyd Literary Award for Excellence in Military Fiction für Valley of the Shadow
- 2020: W.Y. Boyd Literary Award for Excellence in Military Fiction für Darkness at Chancellorsville

## Schriften (Auswahl)
- Red Army (1989)
- The War in 2020 (1991)
- Faded Coat of Blue (1999)
- Fighting for the Future: Will America Triumph? (1999)
- Beyond Terror: Strategy in Changing World (2002)
- Honor's Kingdom (2002)
- Beyond Baghdad: Postmodern Peace and War (2003)
- Cain at Gettysburg (2012)
- Hell or Richmond (2013)
- Valley of the Shadow (2015)
- The Damned of Petersburg (2016)
- Judgment at Appomattox (2017)
- Darkness at Chancellorsville: A Novel of Stonewall Jackson’s Triumph and Tragedy (2019)